# Magne Sturød
Magne Sturød (Ulefoss, 19 ottobre 1979) è un calciatore norvegese, centrocampista dell'Ulefoss.

## Carriera

### Club
Sturød iniziò la carriera con le maglie di Ulefoss e Skarphedin. Passò poi al Sandefjord, per cui debuttò in 1. divisjon il 1º agosto 2001, sostituendo Thomas Eftedal nella sconfitta per 1-0 contro lo Start. Rimase in squadra fino al 2005.
Nel 2006, passò all'Odense, per cui poté esordire nella Superligaen. Giocò infatti il primo match nella massima divisione danese il 12 marzo, sostituendo Jonas Borring nella vittoria per 2-0 sul Nordsjælland. Fu in seguito ingaggiato dallo Horsens, per cui debuttò l'11 marzo 2007 nel successo per 2-1 sul Silkeborg.
Nel 2009 tornò in patria, per giocare nel Kongsvinger. Vestì per la prima volta la maglia del club in data 11 luglio, quando sostituì Randall Brenes nella sconfitta per 2-1 in casa del Mjøndalen. Al termine del campionato, la squadra raggiunse la promozione nella Tippeligaen: l'esordio nella massima divisione norvegese fu datato 14 marzo 2010, nella sconfitta per 2-0 contro lo Strømsgodset. Il Kongsvinger non riuscì a raggiungere la salvezza.
Il 16 febbraio 2011 fu reso noto il suo trasferimento al Notodden.